# المنطقة الشرقية (عمان)

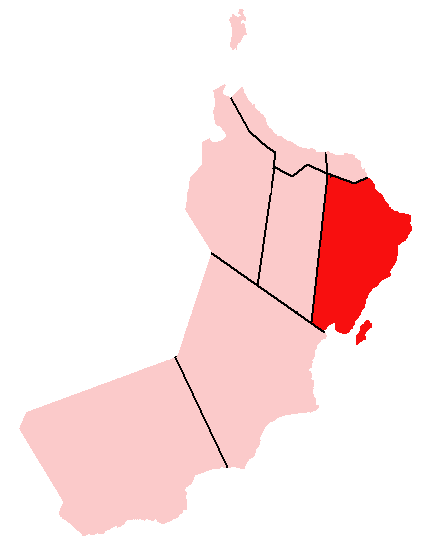
موقع محافظة الشرقية

تمثل محافظة الشرقية الواجهة الشمالية الشرقية لسلطنة عمان والمطلة على بحر العرب من ناحية الشرق وتشمل الجانب الداخلي لجبال الحجر الشرقي.
تتكون من:
- محافظة جنوب الشرقية وتضم 5 ولايات وتعتبر ولاية صور عاصمتها الإدارية بالإضافة إلى ولايات جعلان بني بو علي وجعلان بني بو حسن والكامل والوافي ومصيرة.
- محافظة شمال الشرقيه ٧ ولايات هي: إبراء وبدية والمضيبي والقابل ووادي بني خالد ودماء والطائيين(ولاية سناو).

يتزايد عدد الزوار سنويا بسبب رغبتهم في الاستمتاع بالشاطئ البحري في رأس الحد بولاية صور حيث يتابعون خروج السلاحف على رمال الشاطئ ووضعها للبيوض. كما تتمع تلك الشواطئ بجاذبية خاصة نظراً لما تتمته به من جمال فطري خلاب.
محافظة الشرقية.. تلك التي مازجت فيها الطبيعة بين بيئات ثلاث، لكل منها نكهتها المميزة ومذاقها الخاص. شريط ساحلي يعانق بحر العرب وينتمي لخليج عُمان، يروي قصة صراع شريف في مهمة عمل تتكرر بين رجال أشداء، سلاحهم سفينة صنعوها بأيديهم القوية، وذخائرهم شباك غزلتها أناملهم الماهرة. على أنغام الكلمات، وتحت ستار الليل يقتحمون البحر ويقاومون أمواجه الصاخبة، يلتحمون في عراك خفي وملموس بين رغبة في رزق الحلال تجود به السماء، وبين شراسة الفك المفترس «سمك القرش».
لكن الرزق الحلال ينتصر في النهاية.. ومع ساعات الصباح الأولى يعون المقاتلون الشرفاء، وقد حملت شباك مراكبهم أطناناً من الأسرى. وعلى أنغام كلماتهم العذبة من غنائهم البحري الموروث يرددون «الحمدلله» على ما آتاهم من رزق، وكتب لهم العودة سالمين.. غانمين.
وإذا كانت تلك هي البيئة الأولى من بين الثلاث فهي أيضاً الميزة النسبية الأولى للمنطقة الشرقية، فهي الأكثر استخراجاً للأسماك بواسطة الصيادين التقليديين من بين كافة المناطق العمانية والأرقام تؤكد ذلك.. ففي عام 1994م بلغ إجمالي حجم الأسماك المنزلة بواسطة هؤلاء الصيادين 26 ألف و 755 طناً، واحتفظت بالمرتبة الأولى من بين المناطق الساحلية الأخرى في عُمان.
وأسماك الشرقية يغلب عليها نوع «القرش» الذي تحظى «زعانفه» بطلب عالمي ملحوظ.. إضافة إلى الأنواع الأخرى من أسماك المياه العميقة وهي أيضاً محظوظة بالطلب المتزايد عليها. وهنا تكمن أهمية استثمار الميزة الأولى لتلك المنطقة، سواء كان في مجال الصناعات الغذائية أو تصدير الأسماك المتنوعة، والتي تشكل في الحقيقة ثروة متجددة لا تعرف النضوب.
وأما عن البيئة الثانية، فهي كثبان رملية تشكل عمقاً للوحة فنية نابضة بالحياة البدوية الهادئة في بيئة رعوية تصنع ثروة من الماشية والإبل والخيول، وهي في ذاتها ميزة تظل قابلة للتطوير والرعاية. فإذا كانت الماشية يمكن العناية بها بشكل أكبر لتنميتها، وهو ما تفعله الحكومة الآن عبر خدمات مختلفة في هذا المجال، فإن الإبل والخيول التي تشتهر بها المنطقة الشرقية تتبلور ميزتها في ولاية «بدية» حيث سباقات الهجن والخيول التي يجرى تنظيمها مع نهاية كل إسبوع.. ويسعى لمشاهدتها محبوها ومريدوها من داخل السلطنة ومن خارجها أيضاً.
وثالث البيئات هي «البيئة الحضرية» – المدينة – وفي وعائها تصب الميزتان لكل من بيئة البادية والبيئة الساحلية، وهنا يأتي «الكوكتيل» الطبيعي، الذي تتمازج فيه البيئات الثلاث. تجسيداً لنبض شعوب حية لا تعرف الكسل أو التكاسل.. كارهة للخمول والتراخي. هنا يتاجرون.. يبيعون ويشترون.. يوردون ويستوردون.
المزايا الثلاث إذن هي ثروة سمكية وفيرة وثروة حيوانية تطمح للتطوير.. وبينهما تظل بحاجة إلى ابتكارات غير تقليدية لاستثمار الثروتين. عند نيابة «رأس الحد» اختبأت طائرات الحلفاء في الحرب العالمية الثانية.. ولا زالت مداخلها المتعرجة حاضنة للسفن الشراعية اللاجئة إليها هرباً من عاصفة هوجاء أو خوفاً من ريح عاتيه. في وادي بني خالد، مياه تتساقط من فوهة الكهف الشهير «مقل» مندفعة بغزارة وهي تصدر خريراً صاخباً.. تجول في بركة سرعان ما تختفي عن الأنظار لتتجمع مرة أخرى فيما يشبه البحيرات التي تصنع أفلاجاً ثلاثة. في قلهات طاب المقام لمالك بن فهم الأزدي العماني فإتخذ منها عاصمة لمملكته منذ 2500 عاماً قبل الميلاد. وتلك الجزيرة المرابطة في بحر العرب كانت ذات يوم قاعدة للإسكندر المقدوني الذي أطلق عليها اسم «سيرابيس» والتي يطلق عليها اليوم «مصيرة».
هنا... في أسواق المدينة التقليدية مرآة التراث، يصنعون زينة الإبل وسروج الخيل وأغمدة السيوف وأنطقة الذخائر.. ويصوغون الخناجر وحلى النساء. فعلى شواطئ المطقة الشرقية استدعت عُمان من ذاكرة التاريخ تراثاً بحرياً خالداً، حين شارك ثلاثون رجلاً من مرتدي «القمصان الخضراء» في فريق يعمل عشر ساعات يومياً، لستة أيام في الإسبوع وعلى مدى 165 يوماً، مستخدمين أكثر من 75 ألف «جوزة هند» وأربعة أطنان من الألياف لتشييد سفينة من «القش والحبال» تمكنت من الإبحار لمسافة خُمس مساحة الكرة الأرضية «6 الآف ميل» في رحلة شاقة بدأتها بطلقة نارية حيث ارتفع علم قرمزي اللون مطرز بلون الذهب مكتوب عليه «بسم الله الرحمن الرحيم» وفردت السفينة شراعها معلنة بدء رحلتها إلى ميناء كانتون في الصين.. ثم عادت مرة أخرى. اسمها السفينة «صُحار».. صنعتها «صور».. وبدأت رحلة الذهاب من مسقط، لتبعث تراثاً عُمانياً خالداً، حيث عرف العمانيون كيف يتجنبون مخاطر «جبال المغناطيس» في البحار والمحيطات.

## السكان
يوضح الجدول التالي عدد السكان في جميع ولايات محافظتي جنوب وشمال الشرقية:
| الولاية          | العمانيون | الوافدون | المجموع |
| ---------------- | --------- | -------- | ------- |
| صور              | 52732     | 12256    | 64988   |
| إبراء            | 21249     | 5967     | 27216   |
| بدية             | 16973     | 3973     | 20946   |
| القابل           | 13677     | 2356     | 16033   |
| المضيبي          | 58403     | 10974    | 69377   |
| دماء والطائين    | 17520     | 1922     | 19442   |
| الكامل والوافي   | 18701     | 4115     | 22816   |
| جعلان بني بو علي | 52835     | 8521     | 61356   |
| جعلان بني بو حسن | 26136     | 4010     | 30146   |
| وادي بني خالد    | 8291      | 1177     | 9468    |
| مصيرة            | 6877      | 1849     | 8726    |
| الإجمالي:        | 293394    | 57120    | 350514  |

## وصلات خارجية
- خبار بلادي..سلطنة عمان.. المنطقة الشرقية
- رابط بالمعلومات التفصيلية للمنطقة الشرقية
- رابط خارجي عن ولاية صور